# Soweto

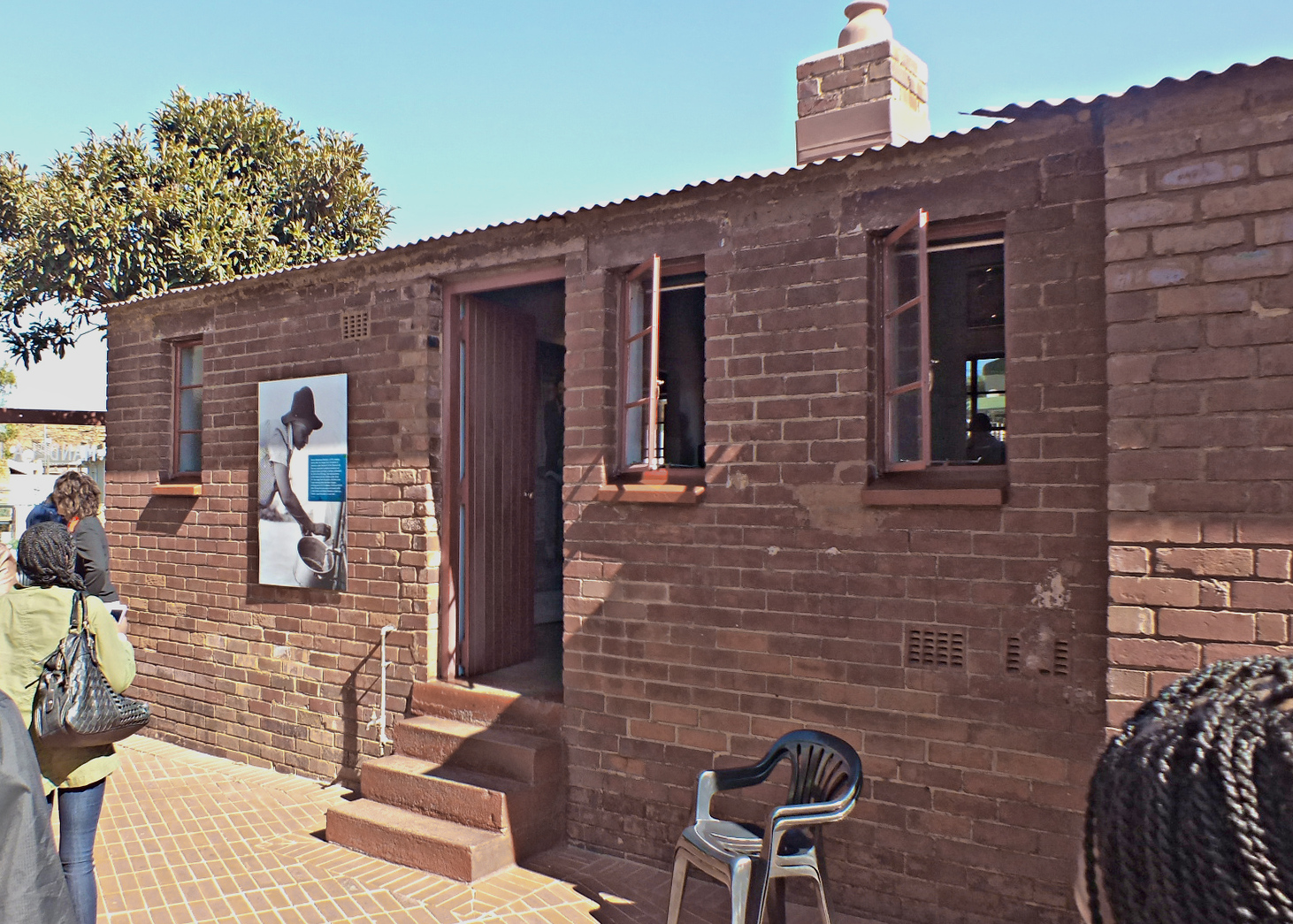
Nelson Mandelas hem i Soweto före fängslandet, nu ett museum.

Soweto, ursprungligen förkortning för South-Western Townships, är en vidsträckt och till viss del nedgången och gettoliknande förstad till Johannesburg i Sydafrika. Där finns allt från skjul till medelklassområden och rena lyxvillor.

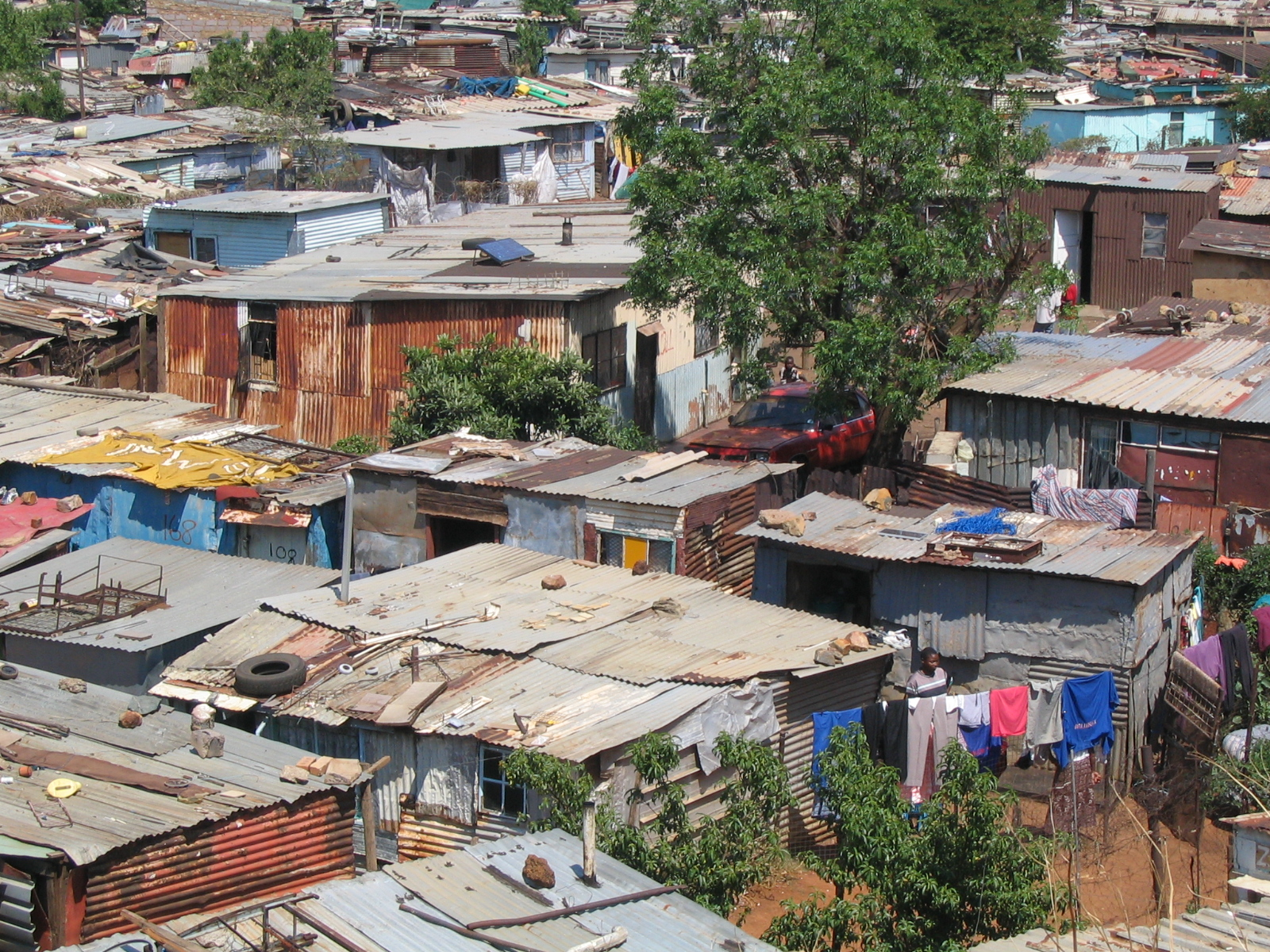
Bostadsområde i Soweto.

Folkmängden uppgick  till 1 271 628 invånare enligt folkräkningen 2011 men det faktiska antalet invånare antas vara betydligt högre. Soweto ingår i kommunen City of Johannesburg Metropolitan Municipality.

## Historik
Soweto växte upp som en oreglerad bosättning för svarta arbetare som kom från landsbygden för att arbeta i Johannesburgs gruvor och industrier, framför allt under mellankrigstiden. 1948 inrättades en nationellt tillsatt administration som påbörjade ett program med slumsanering och byggandet av permanenta bostäder.
I juni 1976 anordnade svarta skolungdomar en skolstrejk samt demonstrationer i Soweto i protest mot den undermåliga undervisning de var hänvisade till under apartheidstyret. Man opponerade sig även mot att bland annat matematikundervisningen skulle ske på afrikaans i deras skolor, istället för engelska. Dessa fredliga protester möttes av regimen med massivt våld den 16 juni 1976, då ett stort antal skolungdomar dödades eller sårades av polisens kulor. Detta blev början på en våg av protester mot apartheid i hela landet, med Soweto som centrum. Under året efter skolprotesterna 1976 dödades 575 personer i och omkring Soweto, och ungefär 2400 skadades.
Den 16 juni är sedan dess en särskild minnesdag i Soweto och, efter apartheids fall, helgdag i hela Sydafrika när det gäller kampen mot apartheid, och datumet firas som ungdomens dag (Youth Day).
Soweto är viktigt för att förstå Sydafrikas historia och väg till frihet och demokrati. Där finns flera viktiga platser, såsom Nelson Mandelas tidigare hem (numera museum), Desmond Tutus hem, Regina Mundikyrkan som var en viktig mötesplats under kampen mot apartheid (och där man fortfarande kan se kulhål efter poliserna) och Walter Sisulu Square där ANC:s Freedom Charter skrevs. Flera av ANC:s ledare som numera sitter i regeringen kommer ursprungligen från Soweto.
I Soweto finns världens första och viktigaste museum över apartheid-systemet.
Baragwaneth Hospital i Soweto presenteras i turistinformation som det största sjukhuset på södra halvklotet.

## Näringsliv och kultur
Flera av Sydafrikas främsta fotbollslag kommer från Soweto, till exempel Orlando Pirates och Kaizer Chiefs FC. I Soweto finns arenorna Soccer City och Orlando Stadium, vilka båda användes under fotbolls-VM 2010 (den sistnämnda som träningsanläggning och inledande konsertarena), flera stora köpcentrum och ett av Afrikas största sjukhus. Det finns numera flera olika agenturer som anordnar guidade turer till och inom Soweto för turister. 